# Alf Israelsson
Alf Israelsson, född 30 juni 1936 i Nattavaara i Norrbottens län, är en svensk filmare. 

## Filmografi
- Man måste ju leva... (1978), manus och produktion
- Gruvstrejken 69/70 (1970), dokumentärfilm